# بروتينات حركية

البروتينات الحركية (بالإنجليزية: Motor protein)‏ هي فئة من المحركات الجزيئية قادرة على التحرك على طول سطح الركيزة المناسبة. ويمكنهم تحويل الطاقة الكيميائية إلى الأعمال الميكانيكية عبر التحلل المائي الأدينوسين ثلاثي الفوسفات. من جهة أخرى الدوران السوطي يتم بواسطة مضخة بروتون. تعتبر هذه البروتينات القوة الدافعة في الخلايا العضلية والمسؤولة عن النقل النشط لمعظم البروتينات والحويصلات في السيتوبلازم، وتعد أحد صفوف البروتينات الجزيئية التي لها القابلية للحركة على طول الركيزة المناسبة بواسطة التحلل لجزيئات أدينوسين ثلاثي الفوسفات.
هذه البروتينات الجزيئية الحركية متصلة بالهيكل الخلوي. وترتبط هذه البروتينات بالخيوط الهيكلية القطبية مستخدمة الطاقة المشتقة من الدورات المتكررة لتحلل الطاقة الكيميائية (أدينوسين ثلاثي الفوسفات) لتتحرك، والالاف من هذه البروتينات تتعايش داخل الخلايا حقيقة النواة. وتختلف هذه البروتينات باختلاف الخيوط الهيكلية التي ترتبط عليها مثل الاكتين، والاتجاه الذي تسير اليه على طول الخيوط الهيكلية تلك واعتمادا على ماذا تحمل. العديد من البروتينات الحركية تحمل العضيات المحيطة بالغشاء كالمايتوكندريا واجسام جولجي والحويصلات الافرازية إلى مواقعها الخاصة داخل الخلية، وبعض البروتينات الحركية تسبب انزلاق الخيوط الهيكلية ضد بعضها البعض مولدة القوة اللازمة لانقباض العضلات والانقسام الخلوي وغيرها من العمليات.

## أمثلة على هذه البروتينات
1. البروتينات الحركية في هيكل الخلية: ميوسين، كينيسين، دينين.
2. بروتينات عملية البلمرة: أكتين، دينامين.
3. البروتينات الحركية للأحماض الأمينية: مبلمرات الحمض النووي الرايبوزي «رايبو نيوكلييز»، ومبلمرات الحمض النووي «دايوكسي رايبو نيوكلييز» والبروتينات الحركية المسؤولة عن تكاثف الكروموسومات: (أس ام سي)[5]

## الوظيفة
البروتينات الهيكلية الحركية والتي تتحرك بشكل موحد على طول مسار البوليمر تعمل وكأنها المذكرة لغيرها من البروتينات المعقدة مثل بوليمرات الحمض النووي «دايوكسي رايبو نيوكلييز» والحمض النووي الرايبوزي «رايبو نيوكلييز» والرايبوسومات، وجميعها تستخدم الطاقة الكيميائية لتدفع نفسها على المسار الخطي. وكلها تولد الحركة بواسطة التحلل لاقتران نوكليوزيد ثلاثي الفوسفات إلى تغيير متعلق بالتكوين على نطاق واسع في البروتين. وتتصل البروتينات الهيكلية الحركية مع مسار الخيوط بواسطة منطقة الرؤوس لهذه البروتينات. بالتنسيق مع دورة التحلل للنيوكليوتيدات والتغيير المتعلق بالتكوين فان دورة البروتينات بين الحالات التي لا بد أنها محيطة إلى مسارات الخيوط والحالات التي تكون فيها غير محيطة. وهذا من خلال الدورة الميكانيكة لارتباط الخيوط، والتغيير المتعلق بالتكوين، واطلاق الخيوط، وعملية الانبساط للعضلات.

## الأمراض المرتبطة بهذه البروتينات
أمراض الأعصاب والتي تكون مصحوبة بتجمعات البروتينات داخل جسم الخلية أو خلال العمليات الخلوية، وتوقف النقل للمحاور العصبية، وحالة «الموت للوراء» في الخلايا العصبية. ومن الأمثلة على ذلك التصلب الجانبي العضلي مع تجمع بارز أو أنيبيب تاو المرتبط. APPالمستمدة من بروتين اميلويد النشط Aβ للخيوط العصبية.ومرض الزهايمر مع تجمعات ببتيد.
ان ازدحام مرور الاشارات العصبية المشاهد في المحاور العصبية المصابة بالحثل هو مزدحم أيضا بالذكريات التي تنشأ بتعطيل وظائف بروتين الكينيسين.